# Foxton (North Yorkshire)
Foxton – przysiółek w Anglii, w North Yorkshire. Leży 5,6 km od miasta Northallerton, 48 km od miasta York i 327,9 km od Londynu. W latach 1870–1872 miejscowość liczyła 39 mieszkańców. Foxton jest wspomniana w Domesday Book (1086) jako Fostune/Foustune.